# Osiedle Bohdanowicza
Osiedle Karola Bohdanowicza – osiedle mieszkaniowe w Katowicach, położone na obszarze dzielnicy Murcki, w rejonie ulic: K. Bohdanowicza, W. Budryka, H. Czeczotta, P.E. Strzeleckiego i J. Tokarskiego. 
Osiedle powstało w latach 60. i 70. XX wieku. Zabudowa osiedla jest w zarządzie administracji Osiedla Murcki Katowickiej Spółdzielni Mieszkaniowej. Przynależy do niej łącznie 17 budynków wielorodzinnych 3-5-kondygnacyjnych, w których znajduje się łącznie 722 lokale mieszkalne (również innych rejonach Murcek). W rejon osiedla docierają autobusy komunikacji miejskiej, kursujące na zlecenie ZTM. Przy osiedlu znajduje się przystanek Murcki Osiedle, z którego według stanu z czerwca 2021 roku odjeżdżały trzy linie autobusowe: 689 i 695, łączące osiedle z innymi dzielnicami Katowic oraz z niektórymi ościennymi miastami. 
Udział powierzchni zabudowanej w nawierzchni terenów osiedla wynosi 24%, wskaźnik intensywności zabudowy netto 0,73, natomiast średnia ważona liczby kondygnacji 3,04. Poziom wyposażenia osiedla w placówki usługowe jest mały z uwagi na bliskość usługowego centrum Murcek – placu J. Kasprowicza.